# IC 1216
IC 1216 — галактика типу Sc (компактна спіральна галактика) у сузір'ї Дракон.
Цей об'єкт міститься в оригінальній редакції індексного каталогу.